# Amblypodia erichsonii
Amblypodia erichsonii är en fjärilsart som beskrevs av Felder 1865. Amblypodia erichsonii ingår i släktet Amblypodia och familjen juvelvingar. Inga underarter finns listade i Catalogue of Life.